# Dostoevskij (cráter)
Dostoevskij es un cráter de impacto de 430,06 km de diámetro del planeta Mercurio. Debe su nombre al novelista ruso Fiódor Dostoyevski (1821-1881), y su nombre fue aprobado por la  Unión Astronómica Internacional en 1979.